# Šabtaj Levy
Šabtaj Levy (hebrejsky: שבתי לוי, žil 1876 – 1956) byl izraelský politik a první židovský starosta města Haifa.

## Biografie a politická dráha
Narodil se v Istanbulu v tehdejší Osmanské říši. Stal se právníkem. Roku 1894 přesídlil do Palestiny. Od roku 1905 žil v Haifě a řídil právní oddělení Židovského kolonizačního sdružení a Palestinského židovského kolonizačního sdružení. Od roku 1920, kdy britská mandátní správa zřídila v Haifě samosprávné úřady, zasedal v městské radě, od roku 1934 jako místostarosta. Haifa v té době prodělávala velký demografický rozmach a většinový podíl v ní získávali Židé. V roce 1941, kdy zemřel dosavadní arabský starosta Hasan Bej Šukri, se stal Levy starostou, prvním židovským v dějinách Haify. Během války za nezávislost v roce 1948 se snažil přesvědčit místní Araby, aby neodcházeli. Post starosty zastával do roku 1951, kdy ho nahradil Aba Chuši. Zůstal pak členem městské rady až do své smrti v roce 1956.